# Валоне Росо
Валоне Росо је насеље у Италији у округу Катанија, региону Сицилија.
Према процени из 2011. у насељу је живело 25 становника. Насеље се налази на надморској висини од 905 м.